# ロビン・クック
ロビン・クック（Robin Cook、Robert Finlayson Cook、1946年2月28日 - 2005年8月6日）は、イギリスの政治家。庶民院議員（労働党）。労働党内きっての論客として知られ、ブレア政権で外相、庶民院院内総務、枢密院議長を歴任したが、イラク戦争を批判し、閣外に去った。

## 略歴
1946年2月28日イギリス北部スコットランドのベルシル生まれ。エディンバラ大学を卒業後（英文学専攻）、教師や労働組合の活動などを経て、1974年労働党から庶民院議員に立候補し、初当選した。1997年の総選挙で労働党が勝利し、ブレア政権が誕生すると、外相に就任した。2001年庶民院院内総務に就任。イラク危機では、国連査察を通じたイラクの武装解除を主張し、国連決議なしの開戦準備を進めるブレア首相らと対立。結局、戦争が勃発したため、2003年3月17日庶民院院内総務を辞任した。この際の庶民院で行った辞任演説の中で、イラク戦争に反対し、ブレア政権を厳しく批判、辞任演説としては異例の大きな拍手を受けた。その後も、ブレア政権のイラク政策を一貫して厳しく批判し続けた。
2005年8月6日、スコットランドで山歩き中に心臓発作で倒れ、死去した。59歳。

## 備考
- 趣味は競馬。地元新聞に競馬コラムを連載した経験がある。
- 外相就任後、長年連れ添った妻と離婚後、間もなく秘書と再婚。これに対して元妻が暴露本を出すなどのスキャンダルにも見舞われた。

| グレートブリテンおよび北アイルランド連合王国議会 | グレートブリテンおよび北アイルランド連合王国議会 | グレートブリテンおよび北アイルランド連合王国議会 |
| ------------------------------------------------ | ------------------------------------------------ | ------------------------------------------------ |
| 先代 トーマス・オズワルド                        | エディンバラ中央選挙区選出 1974 – 1983           | 次代 アレックス・フレッチャー                    |
| 先代 新設                                        | リヴィングストン選挙区選出 1983 – 2005           | 次代 ジム・ディバイン                            |
| 党職                                             |                                                  |                                                  |
| 先代 ルドルフ・シャーピング                      | 欧州社会党党首 2001–2004                         | 次代 ポール・ラスムセン                          |
| 公職                                             |                                                  |                                                  |
| 先代 ジャック・カニンガム                        | 影の外務大臣 1994–1997                           | 次代 ジョン・メージャー                          |
| 先代 マルコム・リフキンド                        | 外務英連邦大臣 1997–2001                         | 次代 ジャック・ストロー                          |
| 先代 マーガレット・ベケット                      | 枢密院議長 2001–2003                             | 次代 ジョン・リード                              |
| 先代 マーガレット・ベケット                      | 庶民院院内総務 2001–2003                         | 次代 ジョン・リード                              |